# Unplugged 1983
Unplugged 1983 je živá nahrávka koncertu Oldřicha Janoty, která byla pořízena v roce 1983 v klubu Na Drážce v Pardubicích. V lednu 2000 byly původní nahrávky digitalizovány. Album nebylo oficiálně vydáno. Šlo o demo pro autora Oldřicha Janotu, který je neschválil. Původní nahrávky se potom šířily na kazetách a CD jako pirátské.

## Seznam písní
1. Proluka I
2. Proluka II
3. Řeč o jaru
4. Nech mě jít s ním
5. Protínáme kruhy
6. Mám bony - máš čas?
7. V přenosu z družice
8. Královna včel
9. Praha 1926
10. Červen na Svaté
11. Zvláštní ptáčci
12. Speedy Gonzales
13. Prvnička
14. Po koncertě
15. Úkryt proti větru
16. Hotel Savoy
17. Bitva na Tursku

## Technika
nahráno: mikrofony Neumann, magnetofon: Uher Report 4400